# Debbie Cameron
Deborah "Debbie" Cameron, född 14 september 1958 i Miami, Florida, är en dansk-amerikansk sångare, dotter till sångaren Etta Cameron. Hon inledde sin karriär 1976 i en musikstudio på University of Miami. Hon sjöng tillsammans med Tommy Seebach i Eurovision Song Contest 1981 låten "Krøller eller ej".

## Diskografi (urval)
Album
- 1978 – Brief Encounter (med Richard Boone)
- 1979 – Maybe We (Debbie Cameron och Buki Yamaz)
- 1981 – Love On The Line (Debbie Cameron och Tommy Seebach)
- 1983 – Debbie Cameron
- 1996 – Be With Me
- 1999 – New York Date